# Mariona Batalla
Mariona Batalla   (29 de juny de 1998) és una locutora de ràdio catalana i la cantant del grup de pop punk Flora. És coneguda per acompanyar els directes de Lildami i per ser una de les veus dels programes radiofònics Les gates i Els experts d'ICat.

## Discografia
- Llegenda (Halley Records, 2022)[6]